# Randy Rhoads
Randall William Rhoads (Santa Monica, Kalifornia, 1956. december 6. – Leesburg, Florida, 1982. március 19.) amerikai zenész, gitáros. Főként az Ozzy Osbourne mellett eltöltött évei révén vált híressé. Az 1980-as évek egyik leghíresebb és legbefolyásosabb heavy metal gitárosa, aki rövid pályafutása ellenére maradandó nyomot hagyott a rocktörténelemben.
1973-ban Kelly Garni basszusgitárossal alapította meg a Quiet Riot zenekar elődjét, majd az együttes első két albumán gitározott. A gitároktatással is foglalkozó Rhoads 1979-ben kilépett a csapatból, hogy csatlakozhasson Ozzy Osbourne szólóegyütteséhez.
Pályafutása során két albumot rögzített Ozzy gitárosaként. A Blizzard of Ozz és a Diary of a Madman lemezeken található dalok nagyban épültek Rhoads gitárjátékára. A klasszikus zenei képzésben részesült Rhoads játékában komolyzenei elemekkel gazdagította a heavy metalt, így ő tekinthető a neoklasszikus metal egyik legkorábbi előfutárának is.
Sajátos játékstílusa felbecsülhetetlen hatást gyakorolt a későbbi gitárosgenerációkra, számos világhírű gitáros említi egyik fő inspirációs forrásaként.
Neve máig megtalálható a különböző gitármagazinok listáin,
az amerikai Guitar World „100 legjobb metalgitáros” listáján az előkelő, 4. helyet szerezte meg, míg a Rolling Stone magazin által kiadott Minden idők 100 legjobb gitárosának listáján a 85. helyet kapta. A lista 2011-es újabb változatán már a 36. helyre rangsorolták.
Ozzy Osbourne oldalán olyan híres dalokat rögzített, mint a Dee, Diary of a Madman, Goodbye to Romance, Mr. Crowley, vagy a Crazy Train. Tommy Aldridge úgy nyilatkozott róla, hogy ő volt a legjobb zenész, akivel pályafutása során dolgozott, és kifejtette, hogy a nevével fémjelzett albumok csak egy kis töredékét mutatják meg valódi tehetségének. Rhoads 25 éves korában, 1982. március 19-én repülőgép-baleset következtében hunyt el. Testét a Kalifornia állambéli San Bernardino temetőjében a Mountain View Cemeteryben temették el.
Halála után mind Ozzy Osbourne, mind pedig az azóta sikeres Quiet Riot adott ki olyan válogatáslemezeket, amelyeken kizárólag Rhoads közreműködései hallhatóak.
2021-ben megkapta a Rock and Roll Hall of Fame Zenei Kiválóság-díjat.

## Pályafutása

### Korai évek
William Arthur és Delores Rhoads fiaként 1956. december 6-án, a Kalifornia államban található Santa Monicában látta meg a napvilágot. A Randall William Rhoads néven anyakönyvezett fiú Doug és Kathy nevű testvéreivel nőtt fel. Édesapja zenész volt, aki 1949 óta az Észak-Hollywoodban található Musonia School of Music zeneiskolában dolgozott tanárként.
1958-ban Rhoads szülei elváltak, apja hamarosan újraházasodott, innen született Rhoadsnak Dan és Paul nevű testvére.
6 éves korában kezdett gitározni, egy régi Gibson „Army-Navy” akusztikus gitáron. A hangszert anyai nagyapjától örökölte, majd édesanyja tanácsára hamarosan beiratkozott abba a zeneiskolába ahol apja is oktatott. Húgával együtt tanult meg játszani az akusztikus gitáron, de anyja kérésére zongoraleckéket is vett. Rhoads ekkor szerette meg a komolyzenét, ennek köszönhetően rengeteg tapasztalatot szerzett a helyes technikák elsajátítása és a dalszerzés terén.
Édesanyja egy „Harmony Rocket” nevű akusztikus gitárt adott neki, majd elküldte Scott Shelly gitártanárhoz. Shelly csak néhány hónapig oktatta az ifjú gitárost, mert Rhoads olyan gyorsan tanult, hogy hamar elérte Shelly szintjét.
12 éves korában abbahagyta a zongoraleckéket, érdeklődése egyre inkább az elektromos gitár felé irányult. 14 éves korában megalapította a Violet Fox zenekart. A név onnan eredeztethető, hogy anyjának Violet a középső neve. A zenekarban a bátyja dobolt, programjukban pedig Rolling Stones-, Alice Cooper- és David Bowie-dalok mellett szerepelt a Mountain híres Mississippi Queen dala is. A formáció főleg Rhoads zeneiskolájában adott koncerteket, mígnem a feloszlás mellett döntöttek. Ezt követően a legjobb barátjával Kelly Garnival alapított zenekart. Garnit Rhoads tanította meg basszusgitározni, zenekaruk pedig a The Whore nevet viselte. A formáció több hónapig működött, több koncertet is adtak Los Angeles környékén.

### Quiet Riot (1975-1979)
Kelly Garni és Randy Rhoads 1975-ben hozta létre a Quiet Riot zenekart. Hamarosan egy, Rhoads lakásának konyhájában tartott tárgyalás után csatlakozott hozzájuk Kevin DuBrow énekes, míg a dobosuk az a Drew Forsyth lett, aki már zenélt velük korábban. Kezdetben Little Woman néven adtak koncerteket, hollywoodi bárokban és klubokban. Ezt követően felvették a Quiet Riot nevet, melyet Rick Parfitt a Status Quo gitárosa ihletett. Ő említette Dubrow-nak, hogy szeretne létrehozni egy „Quite Right” nevű zenekart, mely angol akcentussal mondva Quiet Riotként hangzik. Ezen a néven olyan híres klubokban léptek fel, mint a Whisky a Go Go vagy a The Starwood. Együtt léptek fel olyan zenekarokkal, mint az Angel, a Legs Diamond, vagy a pályája elején járó Van Halen.
1975 májusában rögzítették első EP-jüket, melyet a Magic Wand Records adott ki. Ezt követően a Casablanca Records ajánlott nekik szerződést, azonban a kiadó emberei az utolsó pillanatban meggondolták magukat, így a Buddah Records szerződtette a zenekart. Ez a kiadó azonban hamarosan csődbe ment, így 1977-ben a Sony vállalta, hogy Japánban megjelenteti a zenekar lemezeit.
1978-ban jelent meg Japánban a cím nélküli debütáló album, mely kisebb sikereket ért el az országban. Hamarosan megalakult a zenekar japán rajongói klubja is, ám ennek ellenére Garni elhagyta a zenekart. Helyére Rudy Sarzo került, majd a zenekar meghosszabbította szerződését a Sonyval. Így 1979-ben megjelenhetett a Quiet Riot II album. A lemez elődjéhez hasonlóan szintén csak Japánban került forgalomba, az anyagon pedig Kelly Garni neve volt feltüntetve. A japán rajongók lelkesen fogadták a lemezt, miáltal a zenekar egyre nagyobb hírnévre tett szert.

### Ozzy Osbourne (1979-1982)
1979-ben Ozzy Osbourne végleg elhagyta a Black Sabbathot. Az énekes egy, a Raw Power magazinnak adott interjúban elárulta, hogy gitárost keres egy új zenekarhoz. Az újság szerkesztői Robert Olshever, Murray Schwartz és Scott Stephens (utóbbi a Liquid Blue későbbi énekese) Randy Rhoads nevét ajánlották. Az interjú másnapján Osbourne megkereste jóbarátját, a későbbi Slaughter és Vinnie Vincent Invasion zenekarokból ismert basszusgitáros Dana Strumt, hogy hol tudná elérni az ifjú gitárost. Rhoads egy Quiet Riot-koncerten mutatkozott be először, de hagyományos meghallgatásra is sor került. Ekkoriban már nemcsak Gibson Les Paul gitárokon játszott, hanem használta a Carl Sandoval által épített „Polka dot V” gitárját is. Osbourne azonnal eldöntötte, hogy Rhoads lesz a gitárosa, miután hallotta játszani. Ugyan az énekes nem volt józan a próba alkalmával, de későbbi feleségével Sharon Osbourne-nal úgy döntöttek, hogy a szűkszavú Rhoads lesz számukra a megfelelő ember. Sharon egy későbbi interjúban így nyilatkozott a gitárosról: „Amikor Randy először felbukkant a meghallgatáson, azt hittem, hogy egy fiúnak öltözött kiscsaj. Törékeny, pici figura volt, és nagyon helyes”.
A jelöltek között, ott volt George Lynch is, aki miután elveszítette a posztot, Rhoads helyét töltötte be, annak egykori zeneiskolájában, mint gitártanár, majd létrehozta a Dokken zenekart.
Rhoads ezt követően felhagyott az oktatással, és annak ellenére is elfogadta Osbourne hívását, hogy sohasem kedvelte különösebben a Black Sabbath zenéjét. Döntésében nagy szerepet játszott az édesanyja is, aki úgy gondolta, hogy fiának ez egy jó lehetőség a világhírnévre.
Utódja a Quiet Riot soraiban Greg Leon lett, aki 1979-ben csatlakozott a zenekarhoz. 1979 novemberében Rhoads Angliába utazott, hogy megírják az énekes első albumának anyagát. A zenekarban az egykori Uriah Heep-tag Lee Kerslake dobolt, míg a basszusgitáros a korábbi Rainbow-tag Bob Daisley lett. A kiadók nem szívesen szerződtették a kétes hírű, pályája mélypontján levő énekest, így lemezszerződést is egy kisebb cég a Jet Records ajánlott. A stúdiózás során Ozzy és Daisley arra ösztönözte a gitárost, hogy engedje szabadjára kreativitását, mivel szerintük Rhoads a Quiet Riot soraiban túlságosan visszafogottan játszott.
Producerként olyan nevek merültek fel, mint Roy Thomas Baker vagy Eddie Kramer, de végül Chris Tsangarides lett a producer. Azonban Osbourne hamarosan összeveszett vele, így Max Norman lett a végleges producer, aki korábban a Uriah Heep és a Rainbow számára is dolgozott, így jól ismerte Kerslake és Daisley stílusát. A Blizzard of Ozz című album 1980 szeptemberében jelent meg, melyről a Mr Crowley és a Crazy Train dalok kislemezen is napvilágot láttak. Mind a lemez, mind a kislemezek nagy sikert arattak, különösen az Amerikai Egyesült Államokban. 1980-ban és 1981-ben a négyes egy angol turné keretein belül bizonyította, hogy a színpadon is megállják a helyüket. 1980 májusában Rhoads három koncerten is fellépett a Quiet Riot tagjaként, majd minden erejével Ozzy zenekarára koncentrált. Mindhárom koncert a Starwood klubban zajlott a Dokken társaságában. A turné lecsengése után Osbourne, Rhoads, Daisley és Kerslake ismét stúdióba vonult, hogy rögzítse a második nagylemezt. A Diary of a Madman bizonyította Osbourne és Rhoads tehetségét a lenyűgözően izgalmas heavy metalhoz, így a siker másodjára sem maradt el. Az anyagot Osbourne és Rhoads mellett ismét Max Norman produceri felügyelete mellett rögzítették, mely 1981 novemberében jelent meg.
A lemezről kimásolt Over the Mountain és Flying High Again szintén sikeres kislemeznek bizonyultak, a zenekar rácáfolt azon kritikusokra akik szerint Ozzy Osbourne képtelen egy alig ismert, fiatal gitárossal sikereket aratni. A lemezmegjelenés után Daisley és Kerslake is kilépett, helyükre Tommy Aldridge és Rudy Sarzo került. A magas színvonalat produkáló ritmusszekcióval megerősített zenekar ezt követően egy hosszú amerikai turnéra indult.

### Halála
1982 márciusában a zenekar az Amerikai Egyesült Államokban turnézott. A Tennessee állambeli Knoxville-ben adtak koncertet, a Civic Coliseumban. Ezt követően Florida Orlando városa felé vették az irányt, hogy részt vegyenek a "Rock Super Bowl XIV" rendezvényen, olyan előadókkal együtt, mint a Foreigner, Bryan Adams vagy a brit UFO. Útközben a zenekar megpihent egy lakóépület közelében, melytől nem messze egy repülőgéphangár és egy kifutópálya is volt. A turnébusz 1982. március 19-én 8 óra tájban érkezett meg a parkolóba, melytől néhány száz méterre feküdt a kifutópálya, és körülbelül 20 méterre a szállás. A buszt Andrew C. Aycock vezette, amiben Osbourne és felesége Sharon, Rudy Sarzo, Tommy Aldridge, Don Airey, Wanda Aycock, Andrew Aycock, Rachel Youngblood, Randy Rhoads és a zenekar menedzsere utazott. Megérkezéskor Aycock és felesége Wanda felkereste Jerry Calhount, az ingatlan tulajdonosát, egykori zenészt. Ez idő alatt a csoport néhány tagja leszállt a buszról friss levegőt szívni, míg a többiek aludtak.

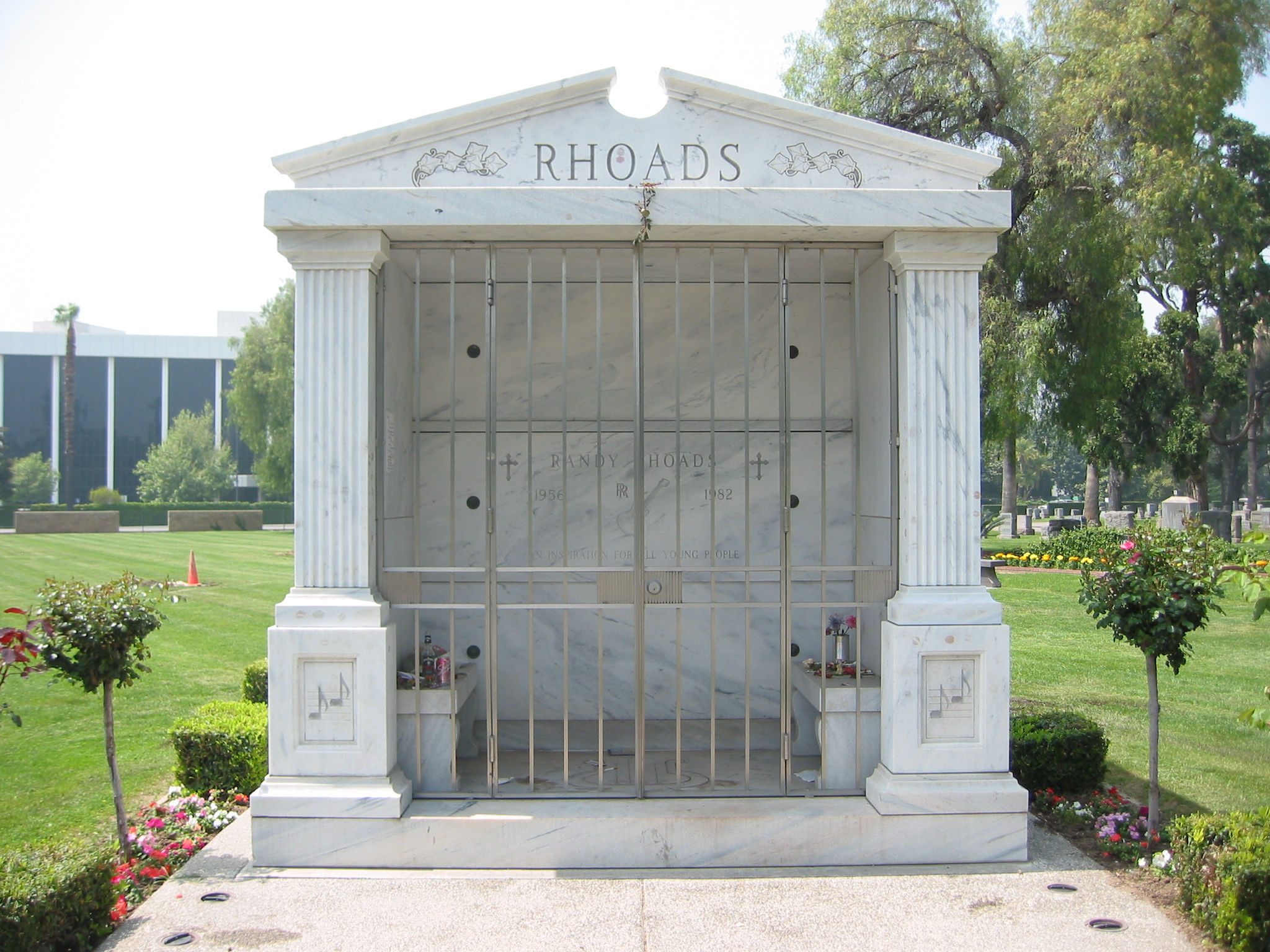
Randy Rhoads sírköve

A repülőgéphangárban egy 1955-ös évjáratú, Beechcraft Bonanza F-35-ös fehér-piros színű repülőgép volt, Mike Partin tulajdona. A gép felkeltette Andrew Aycock érdeklődését, és úgy döntött, hogy engedély nélkül tesz vele egy kört. Megkérte a zenekar kisegítő billentyűsét Don Airey-t és menedzserét, hogy tartsanak vele. Hárman utaztak néhány percet, majd Aycock 9 óra tájban Rachel Youngbloodot és Randy Rhoadsot is meghívta egy körre. Ekkor döntött úgy, hogy a buszban alvó zenekari tagok bosszantására, hangos mélyrepüléssel szórakoztatja utastársait. Háromszor sikeresen hajtotta végre a mutatványt, negyedik alkalommal azonban túl közel repült a buszhoz, így a repülő jobb szárnyvége beleakadt a járműbe. A repülő a földbe csapódott, aminek következtében egy fenyőfa dőlt Calhoun házának a garázsára. Az épület kigyulladt, a benne parkoló Oldsmobile és Ford Granada autókkal együtt. A házban tartózkodó Jesse Herndon azonban sértetlenül megmenekült a tűzből. A 25 éves Randy Rhoads, a 36 éves Aycock és az 58 éves Youngblood a földbecsapódást követően azonnal szörnyethalt. A vizsgálatok során kiderült, hogy Aycock kokain hatása alatt volt, Rhoads szervezetében semmilyen gyógyszernek nem volt kimutatható nyoma. Utóbb kiderült, hogy Aycock nem rendelkezett érvényes pilótaengedéllyel sem.
Az ütközés következtében a busz mintegy 100 méterrel arrébb csúszott eredeti helyéről. A buszban alvó Osbourne, Aldridge, Sarzo és Sharon azt hitték először, hogy autóbaleset történt. Don Ayrey és felesége nem tartózkodott a buszban, mert éppen friss levegőt szívtak. Csakúgy mint Marylee Morrison (aki lovagolni indult) és az a két férfi, akik a pálya másik oldalán tartózkodva értesítették a rendőrséget.
Temetésére a Kalifornia államban található San Bernardinóban került sor, ahol édesanyja élt ekkoriban. Sírkövére két R betűt és egy gitárt véstek. A neve alatt pedig az „An inspiration for all young people” felirat olvasható.

## Halála után
Halála után Ozzy Osbourne mély depresszióba esett, a "Rock Super Bowl XIV"-koncert pedig elmaradt. A turnét azonban a promóciós kötelezettségek miatt folytatták. Rhoads helyén a Night Rangerből ismert Brad Gillis szerepelt. Ő volt hallható a Speak of the Devil koncertlemezen is, 1982 végén. Az 1983-ban megjelent Quiet Riot Metal Health albuma olyannyira sikeresnek bizonyult, hogy az együttes a kor egyik legnépszerűbb amerikai heavy metal zenekarává vált. A lemezre felkerült egy Thunderbird című dal is, melyet egykori gitárosuk emlékének ajánlottak. Rhoads halálhíre nagymértékben hozzájárult a Quiet Riot sikereihez, a később kiadott, Rhoads nevével fémjelzett elfekvő anyagok is kelendőnek bizonyultak a rajongók körében.
1983-ban a Jackson és Charvel gitárcégek elkezdték a Randy Rhoads-modellek gyártását, Wayne Charvel irányításával. Ezen darabok nagymértékben hozzájárultak az ekkor még kis cégnek számító Charvel későbbi sikereihez. 1987-ben Tribute címen Ozzy-album jelent meg, amelyre 1981-es koncertfelvételek kerültek fel.
2000-ben a Warner tribute albumot jelentetett meg, melyen olyan neves muzsikusok szerepeltek, mint Joe Lynn Turner, George Lynch, Jake E. Lee, Sebastian Bach, Dimebag Darrell, Mark Slaughter, Kane Roberts, Al Pitrelli sokan mások mellett. 
2004. március 18-án Randy Rhoads neve bekerült a legnagyobb heavy metal gitárosokat tömörítő hollywoodi "Guitar Center Rock Walk"-ba. Az eseményen Ozzy Osbourne és felesége mellett, Delores és Kelle Rhoads, Zakk Wylde, Yngwie Malmsteen és Rudy Sarzo is megjelent.

## Stílus, hangszer
Randy Rhoads jelentősége a gitárvilágban felbecsülhetetlen hatású, az utókor a poszt-Van Halen-idők legnagyobb gitárhőseként tiszteli. Technikai tudásában és forradalmi újító képesség dolgában Eddie Van Halen után a korszak legfontosabb gitárosa volt. Klasszikus zenei képzettsége, és elméleti tudása révén, aprólékosan kidolgozta témáit, Max Norman elmondása szerint szabályosan megszerkesztette azokat. Az első olyan gitárosok egyike volt aki a heavy metalt komolyzenei frázisokkal és keleties motívumokkal keverte, így Randy Rhoads nevezhető a neoklasszikus metal egyik legkorábbi előfutárának. Játéka az újszerűség erejével hatott, a debütáló Ozzy lemezre egy klasszikus gitár kompozíciót is rögzített Dee címmel, mely akkoriban szokatlan dolognak számított. Az első két Ozzy-lemezen megmutathatta virtuozitását is, de játéka a technikás elemek csillogtatása ellenére sem volt kirívóan egoista. Sok rajongó álláspontja szerint az 1987-ben kiadott Tribute albumon hallható a legjobb teljesítménye, mely 1981-es koncertfelvételeket tartalmaz. Riffelési stílusa nagy hatást gyakorolt a későbbi heavy és power metal együttesekre is, szólóiban pedig gyakran használt legatofutamokat, komolyzenei skálákat. Egyéni vibratojátékára nagy hatással voltak az 1970-es évek gitárosai, de stílusára Eddie Van Halen is nagy hatással volt.
Míg Eddie Van Halen a tapping technika és a gyorsabb gitárszólók terén inspirálta Rhoadsot, addig a legatofutamaira Allan Holdsworth volt hatással, a vibratojátékára pedig Leslie West, Ronnie Montrose, Earl Klugh, Jeff Beck, Ritchie Blackmore, B.B. King, Michael Schenker, Mick Ronson, Glen Buxton volt hatással. Emellett gyakran említette meg John McLaughlin, Steve Lukather, Andy Summers, Pat Metheny és Gary Moore nevét is, ha a hatásairól kérdezték.
Egyéni játékmódja számos későbbi gitárost inspirált, Eddie Van Halen és Yngwie Malmsteen mellett Rhoads volt az 1980-as évek gitárhőshullámának az elindítója. Többek között Zakk Wylde, Dimebag Darrell, John Petrucci, Jake E. Lee, George Lynch, James Murphy, Troy Stetina, Dweezil Zappa, Paul Gilbert, Marty Friedman, Criss Oliva, Hide, Kirk Hammett, Buckethead, Michael Romeo, Alexi Laiho, Alex Skolnick és Warren DeMartini is úgy nyilatkozik róla, mint fontos hatásáról.

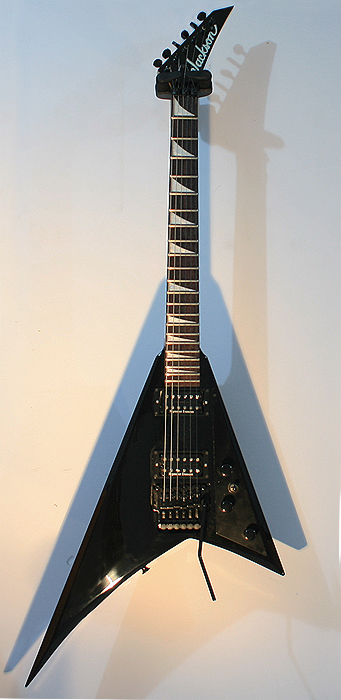
Randy Rhoads signature gitárja a Jackson Randy Rhoads.

Profi karrierjét egy fehér színű Gibson Les Paul custom gitáron kezdte 1974-ben. A következő években ezt különböző modellek követték, de haláláig használt Gibson Les Paul fazonú gitárokat is. Saját gitárja volt a „Polka Dot V” becenevű, melynek teste a Gibson Flyng V modellről lett mintázva. Jellegzetessége, hogy a fekete színt fehér pöttyök díszítették, mely által a hangszer a gitáros védjegyévé vált. Szintén saját modellje volt a „Concorde” becenevű, mely szintén V alakú volt, melynek a felső sarka hosszabb volt, mint az alsó. Utóbbi modellt vette alapul a Jackson/Charvel, mikor az 1980-as évek elején piacra dobta az első Randy Rhoads signature gitárokat.
1979-ben készült el Rhoads fő hangszere a Karl Sandoval által tervezett „Polka Dot V”. A hangszerbe „DiMarzio Super Distortion” hangszedőket raktak, a pöttyös külsőt pedig azért kapta, hogy illeszkedjen a gitáros mellényéhez. Ezzel a hangszerrel lett rögzítve az első Ozzy-album, valamint az első turnén is ez volt Rhoads fő hangszere.
1980-ban egy új modell fejlesztésébe kezdett a Charvel cég segítségével. Az eredmény egy tremolókaros V alakú gitár lett, Seymour Duncan hangszedőkkel, külön hangerő- és hangszínszabályzóval, pickupkapcsolóval. Az eleinte „Concorde”, majd „Pinstripe-V” néven is emlegetett hangszer nyaka jávorfából készült, így hasonló hangkarakterrel rendelkezett, mint a Gibson Les Paul. A test égerből készült, jelentősen csökkentve ezáltal a hangszer súlyát. A hangszer később „LTD” néven futott, és Rhoads halála után kezdte el a Jackson cég a tömeggyártását. Rhoads élőben a Diary of a Madman turnéján használta először a hangszert, mely hamar a turné, majd az 1980-as évek heavy metaljának az emblémájává vált. 1982 óta Jackson Randy Rhoads néven gyártja a gitárt a Jackson cég.
Rhoads felszerelése az 1980-as évek elején modernnek és előremutatónak számított. Felszerélésében Wah, torzító- egy EQ és egy choruspedál is volt. Innen azonban a jel egy MXR Stereo Flangertől kettévált, és egy MXR analóg Delaybe, illetve egy Roland Space Echóba ment tovább. Innen két 100 wattos Marshall erősítőbe ment a jel, amik egy 1960-as típusú Altec hangszórókkal felszerelt Marshall ládát hajtottak meg.
Gyakran használt 1959 Plexi típusú erősítőket, melyek kisebb változtatásokon estek át. Az előfok át lett hangolva, és kapott egy Master Volume fokozatot is.

## Felszerelés
Gitárok:
- Gibson Les Paul – Custom 1974 (sárgásfehér színű)
- Gibson Fekete Beauty Custom (fekete színű)
- Karl Sandoval – Polka Dot Flying V
- Jackson Randy Rhoads – Concorde (fehér színű)
- Jackson Randy Rhoads (standard fekete)

Effektek:
- Vox Wah
- Roland RE-201
- Korg Echo
- MXR Distortion+
- EQ
- Flanger
- Chorus

Erősítők:
- Marshall JMP MkII 100W Plexi (Randy Rhoads igényeinek átalakítva)
- Marshall 1960/Altec 417-8H

## Díjak
- 2021-ben megkapta a Rock and Roll Hall of Fame Zenei Kiválóság-díjat.[9]
- A Rolling Stone magazin által kiadott Minden idők 100 legjobb gitárosának listáján a 85. majd a 36. helyre rangsorolták.[30]
- A Guitar World „100 legjobb metalgitáros” listáján a 4. helyet szerezte meg.[31]
- A Crazy Train és a Mr. Crowley című dalok gitárszólói a 9. illetve a 28. helyre kerültek, a „100 legjobb gitárszóló” listán.[32][33]
- A Mr. Crowley című dal elnyerte a minden idők legjobb heavy metal gitárszólója címet.[34]
- Szerepelt a Guitar World magazin 50 leggyorsabb gitárosait jegyző listáján.[35]
- A Crazy Train szerepelt a Rolling Stone legjobb gitárdalainak a listáján, ahol a 100 helyből az 51. lett.[36]

## Diszkográfia

### Quiet Riot
- Quiet Riot (1978)
- Quiet Riot II (1979)

### Ozzy Osbourne
- Blizzard of Ozz (1980)
- Diary of a Madman (1981)
- Tribute (1987)
- Ten Commandments (1990)
- The Randy Rhoads Years (1993)
- The Ozzman Cometh (1997)
- The Essential Ozzy Osbourne (2003)
- Prince of Darkness (2005)